# 新宿グリーンタワービル

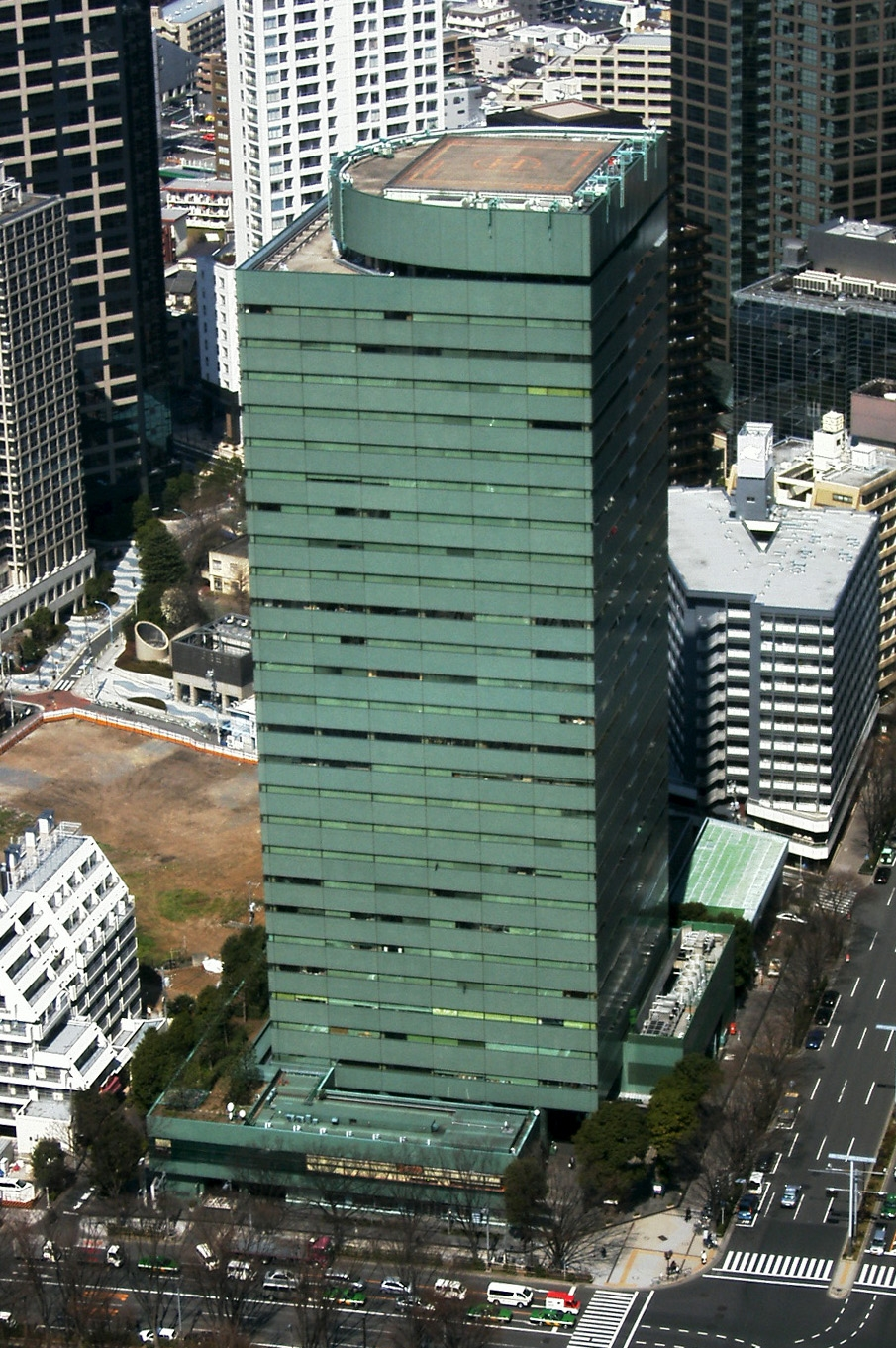
南側

新宿グリーンタワービル（しんじゅくグリーンタワービル）は、東京都新宿区西新宿の新宿新都心の一角にある超高層ビル。本項ではこのビルのある再開発地区全体についても述べる。

## 概要
木造2階建てが中心の民家5戸、寺院（大隠山浄風寺）、ガソリンスタンド、東京都水道局の関連施設などが混在していた地域を「西新宿浄風寺周辺地区市街地再開発組合」（理事長・浄風寺住職）を結成し再開発に着手。組合結成から9年をかけ、1986年4月に完成した。この再開発事業には「緑の都市賞」（第8回、1988年）が与えられた。
敷地内は中央にオープンスペースを設け、この広場を核として、地上28階建のグリーンタワービル、3階建ての浄風寺、地権者の住戸がある8階建て西新宿グリーンハイツ、2階建てのガソリンスタンドの4つの棟が配置された。
建物の外装は、それまでタブーとされていた緑色に挑戦。浄風寺と鐘楼を除く、すべての建物を「くすんだグリーン」で統一した。これは緑豊かな新宿中央公園に隣接していることを意識したもの。太陽光線の当たり具合で外壁や窓ガラスの緑色が微妙に変化し、日本色彩研究所の「公共の色彩賞」を受けている。
グリーンタワービルは、1階の正面玄関前にスターバックスコーヒー、2階は飲食店が入り、3階から27階が事務室となっている。屋上には緊急時に使用するヘリポートがつくられた。ヘリポートの設置は民間のビルでは初の施設だった。27階の北側通路内に屋上緊急ヘリポートへの階段が存在する（緊急時以外立入禁止）。黄色いプレートの赤い文字のヘリポートが目印。非常用エレベーターの裏側に位置する。
新宿界隈では単に、グリーンビルやグリーンタワーなどとも呼ばれていることもあるが、正式名称は新宿グリーンタワービルである。
2013年には日本建築家協会より「JIA25年賞」が与えられた。

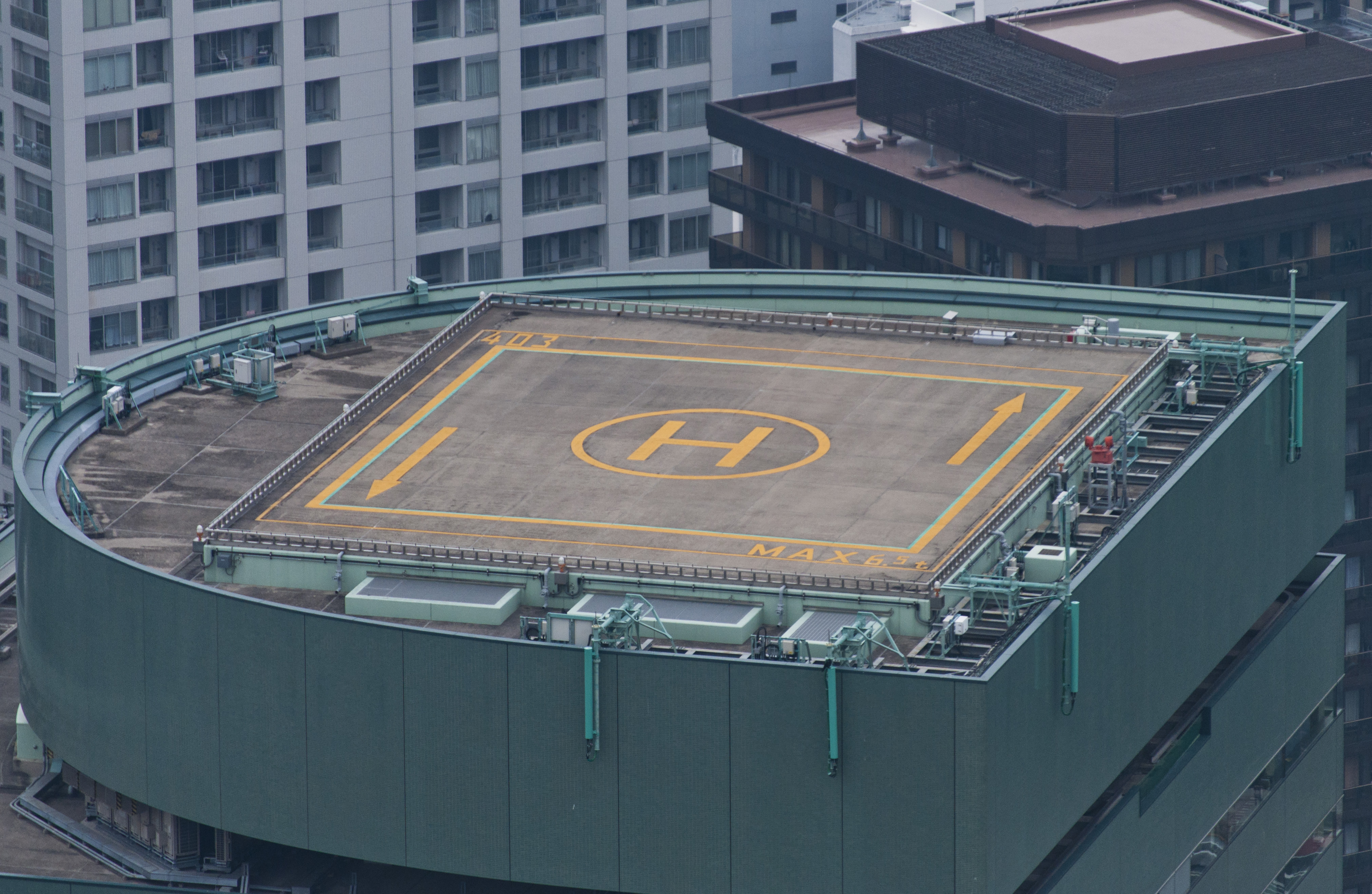
屋上ヘリポート

## 場所

### 立地
- 「新宿中央公園北交差点」の北西角にある。東側には東京都道新宿副都心十二号線（公園通り）、南側には東京都道新宿副都心五号線（北通り）が通る。
- 敷地の北側から西側にかけては斜面（下り坂）となっている。ビル裏側は階段やスロープが多用されている。
- 西側には再開発地区の新宿セントラルパークシティがある。

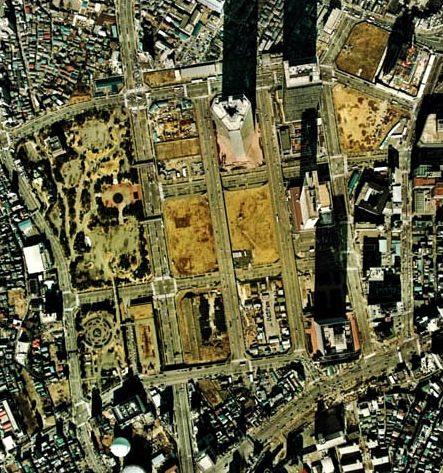
1974年の空中写真。新宿中央公園（左端の縦長の緑地）の北東の対面がこの地区。

### 所在地
街区全体は東京都新宿区西新宿六丁目14番で、各施設に枝番（号）が付与されている。
- 新宿グリーンタワービル - 西新宿六丁目14番1号
- 西新宿グリーンハイツ - 西新宿六丁目14番2号
- 浄風寺 - 西新宿六丁目14番3号
- ガソリンスタンド - 西新宿六丁目14番4号

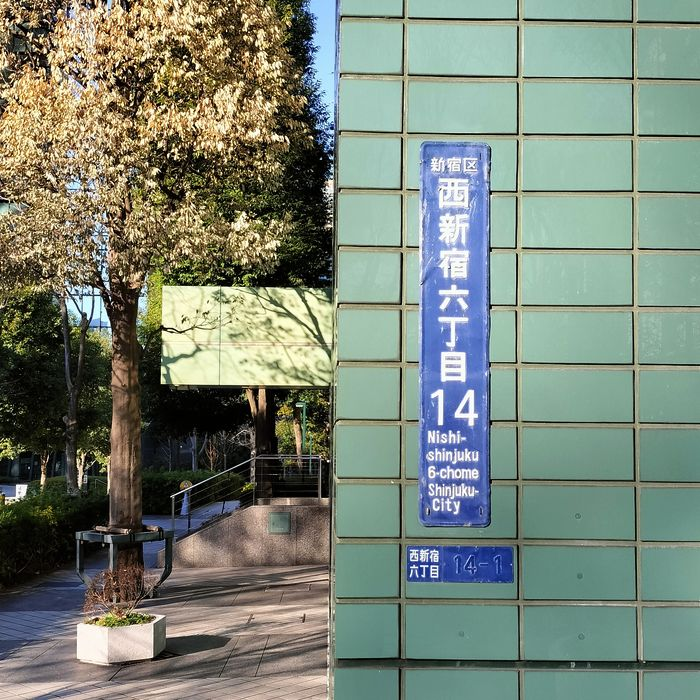
南西角に貼られた街区表示板

## 施設

### 配置
- 28階・屋上：緊急ヘリポート（緊急時以外立入禁止）
- 3階 - 27階：賃貸オフィス（エレベーター乗継階は15階）
- 2階：店舗（診療所、飲食店）
- 1階：メインロビー、総合防災センター、店舗（飲食店）
- 南側低層部：店舗（自動車販売店、飲食店）
- 地下1階：地下駐車場入口・車寄せ・オフィス
- 地下3階 - 地下2階：地下駐車場
- 地下4階：機械室（施設関係者以外立入禁止）

### エレベーター
エレベーターは低層用が日立製、高層用は三菱製、非常用は東芝製、駐車場用はオーチス製となっている。オフィス内15階には乗継階がある。2016年1月より、エレベーターのリニューアル工事を順次実施し、2018年2月までにオフィスの低層バンク・高層バンク・非常用がリニューアル完了した。そして、最後の1基となる駐車場用も2018年10月頃にリニューアルが完了した。
- 低層用（日立製）
地下1階 - 15階（2階通過）
- 高層用（三菱製）
地下1階・1階・15階 - 27階
- 駐車場用（オーチス製）
地下3階 - 地下1階・1階
- 非常用（東芝製）
地下4階 - 地下1階・1階 - 28階 ※非常用エレベーターのみ車椅子操作盤付き

## 入居者

### 主な入居企業
- スミセイ情報システム 東京本社（登記上の本店は大阪市淀川区）
- アジア航測株式会社 本店
- 東京ビジネスサービス 本社
- 株式会社アカセ
- 株式会社シネマトゥデイ

### 主な入居店舗
- スターバックスコーヒー 新宿グリーンタワービル店 - 正面玄関脇
- MINI新宿 - 南側低層部1階[注 1]
- デニーズ 新宿中央公園店 - 南側低層部2階

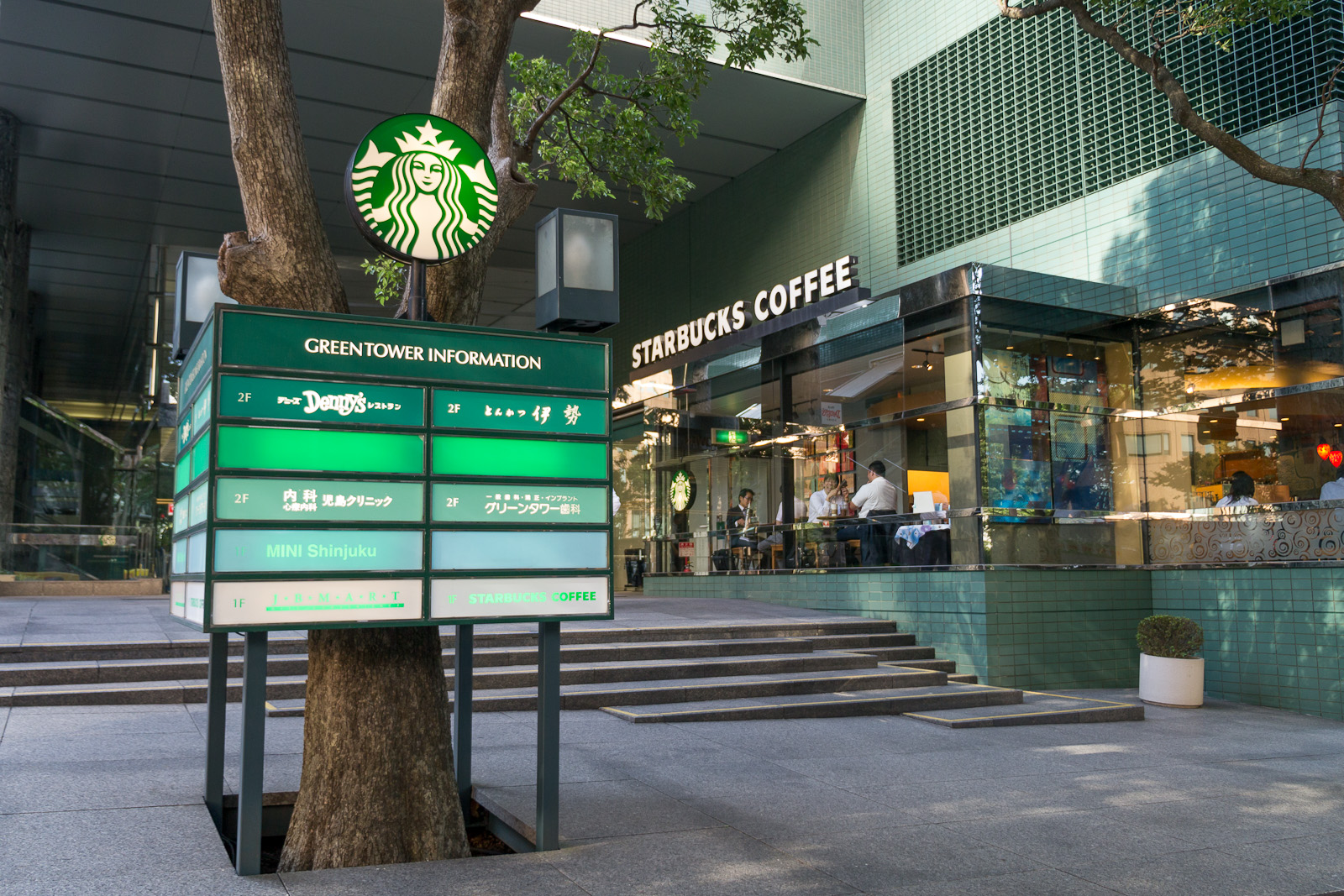
スターバックスコーヒー
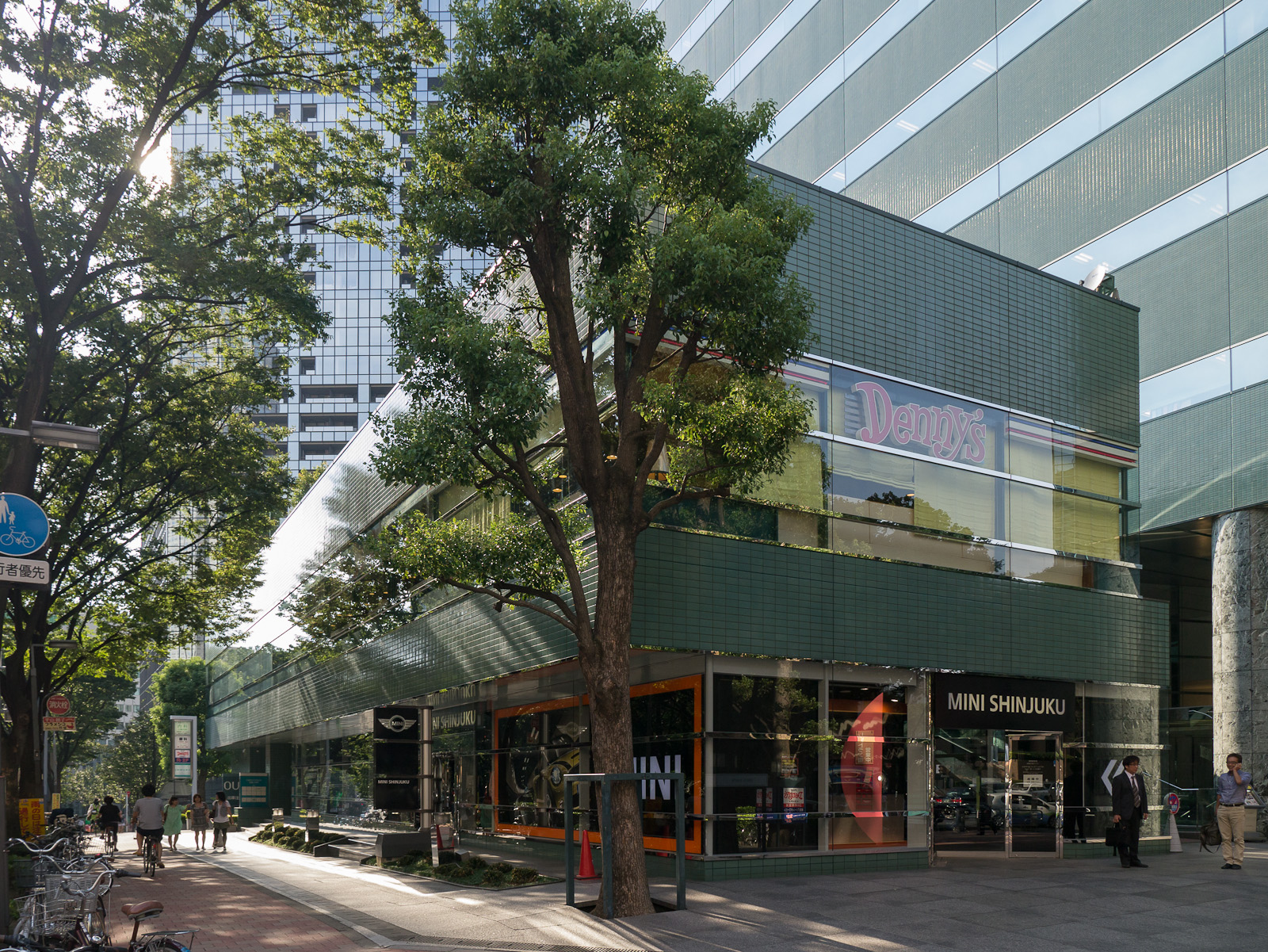
MINI店舗とデニーズ

## 地区内の施設

### 西新宿グリーンハイツ
敷地の北西にある8階建ての集合住宅。

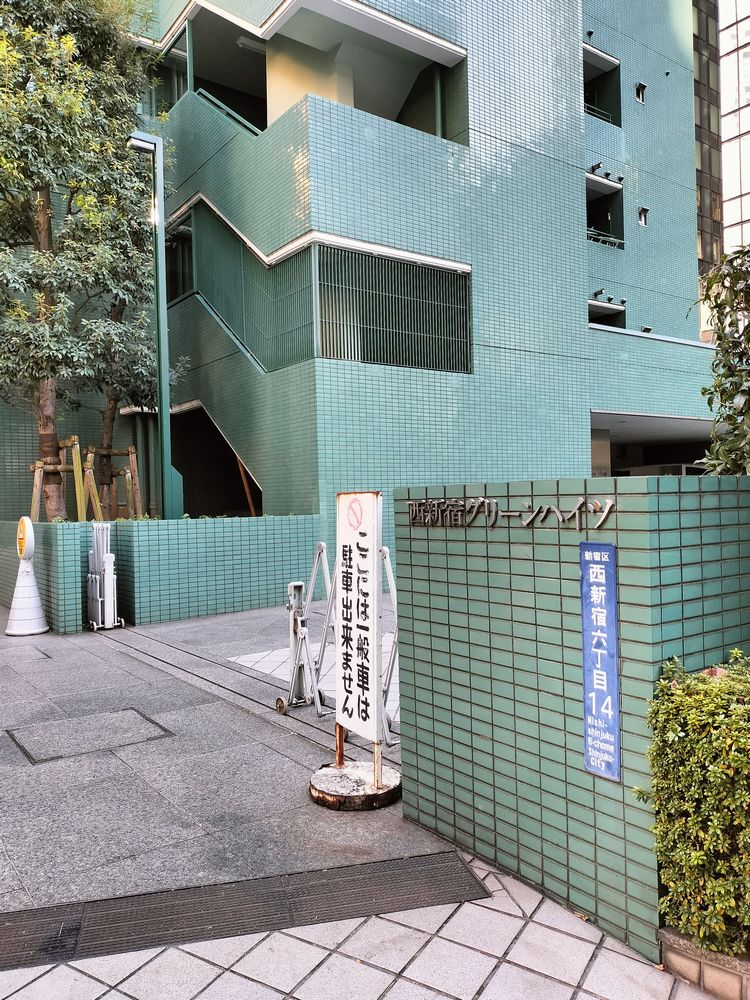
出入口
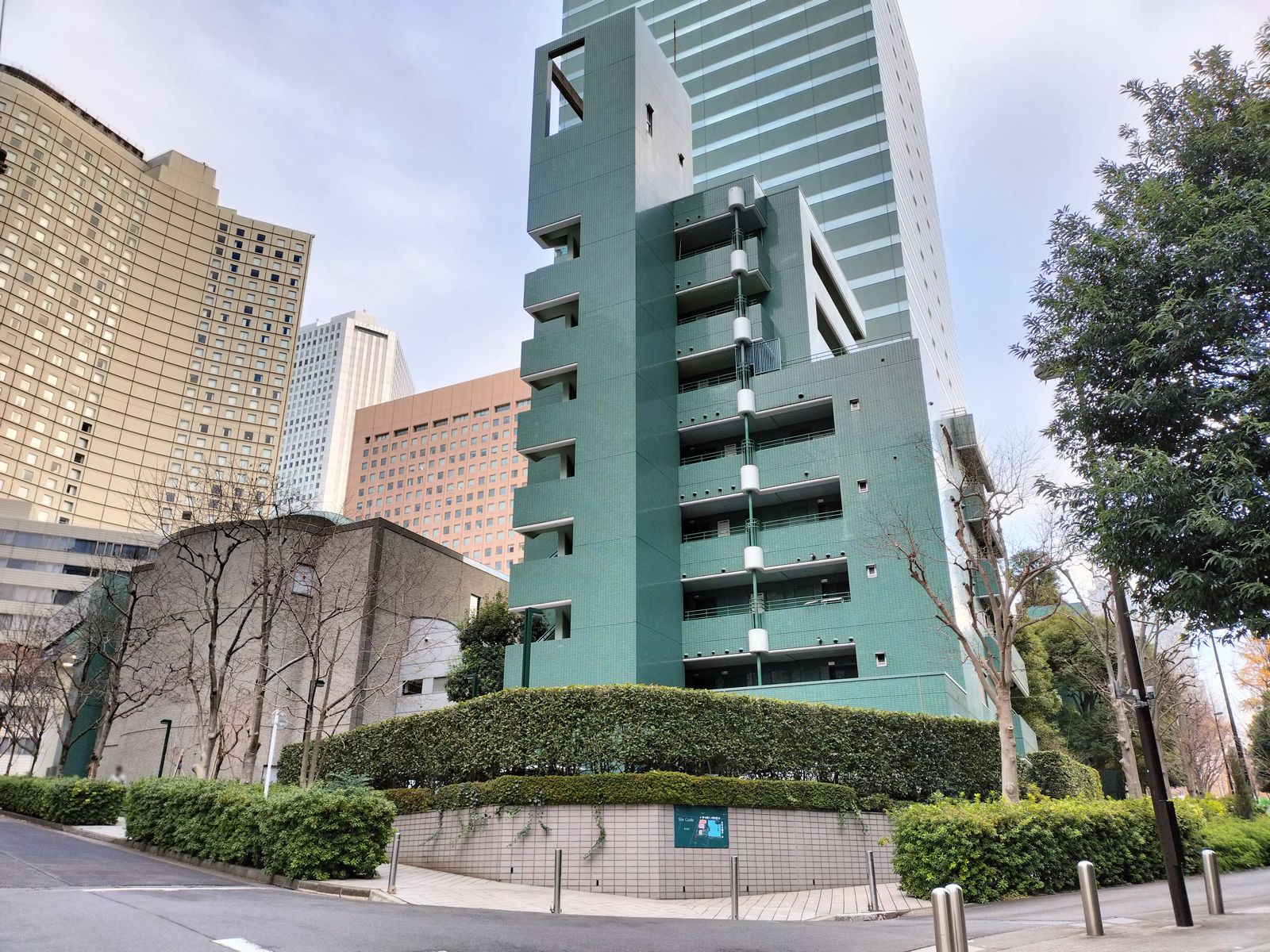
北側

### 浄風寺
本門法華宗の寺院。3階建てで、広場から直接入る2階に本堂、3階に納骨堂、区道側から入る1階に事務室、地階に会議室などを設けた。屋根は納骨堂の空間を表し、曲面の銅板抜葺き。広場に鐘楼を置いた。建物の外壁は緑色ではないが、屋根材の銅板が緑青により緑色になっている。

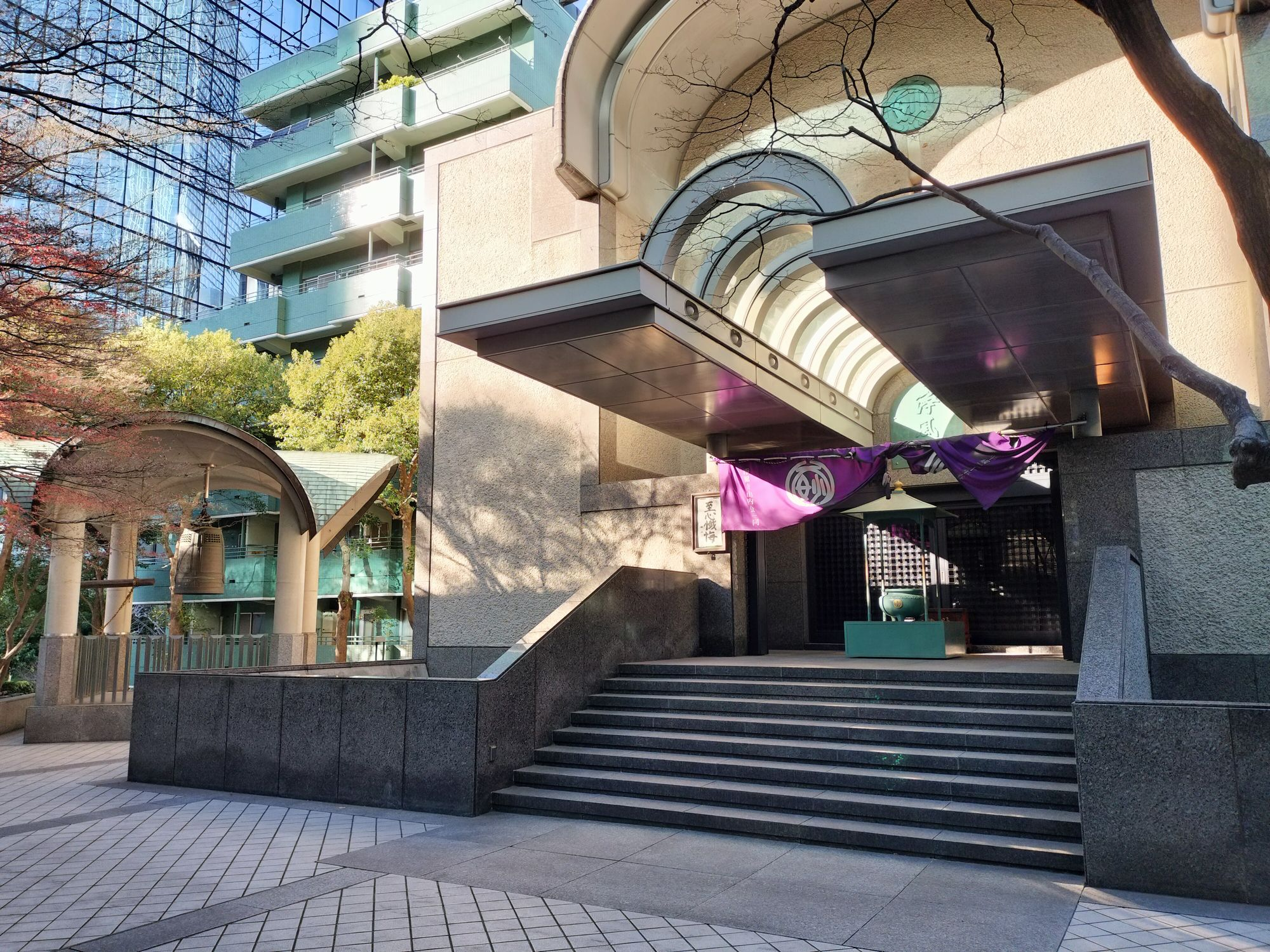
本堂と鐘楼
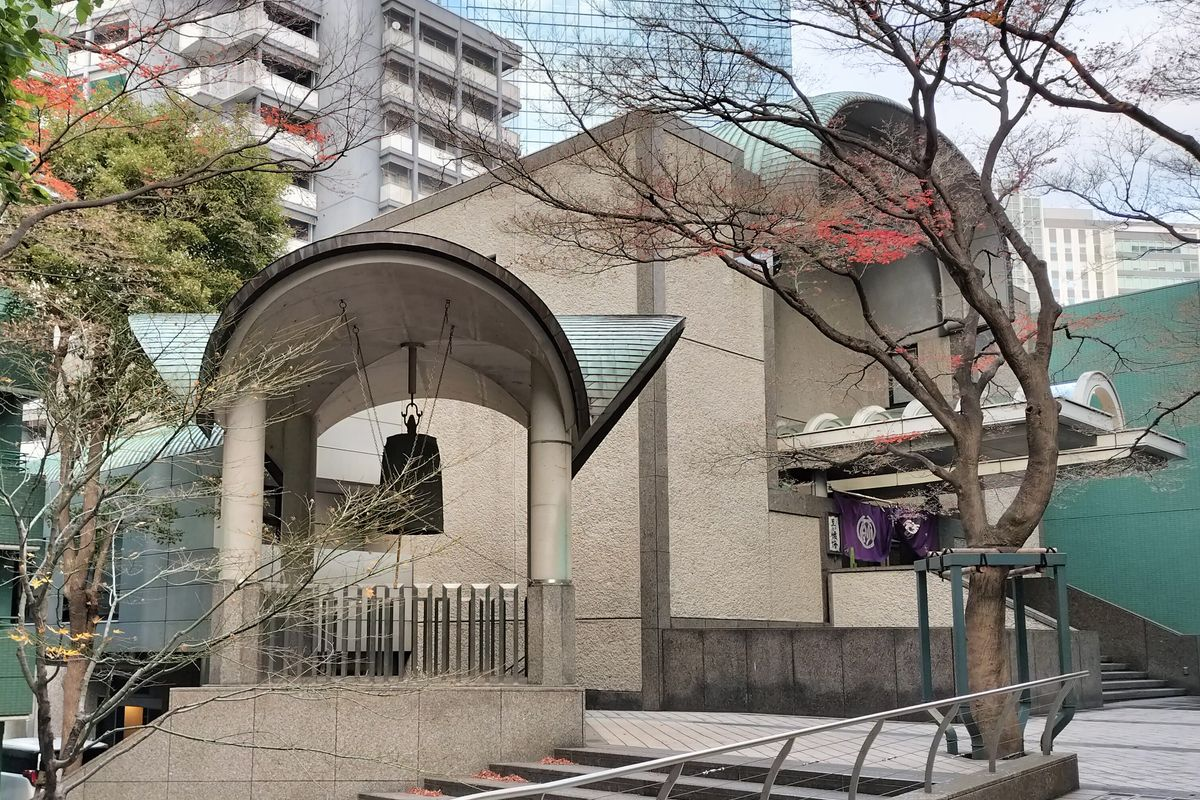
屋根が緑色になっている
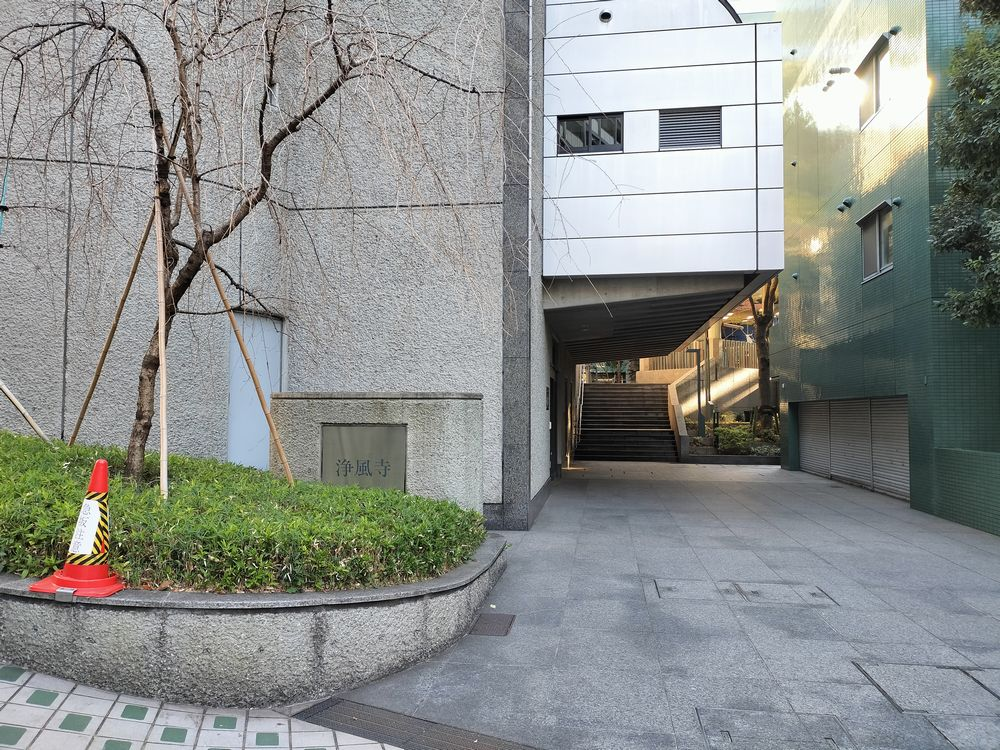
北側

### ガソリンスタンド
敷地の北東に「コスモ石油 新宿中央サービスステーション」がある。店舗はコスモ石油の意匠だが、防火壁の裏は緑色になっている。

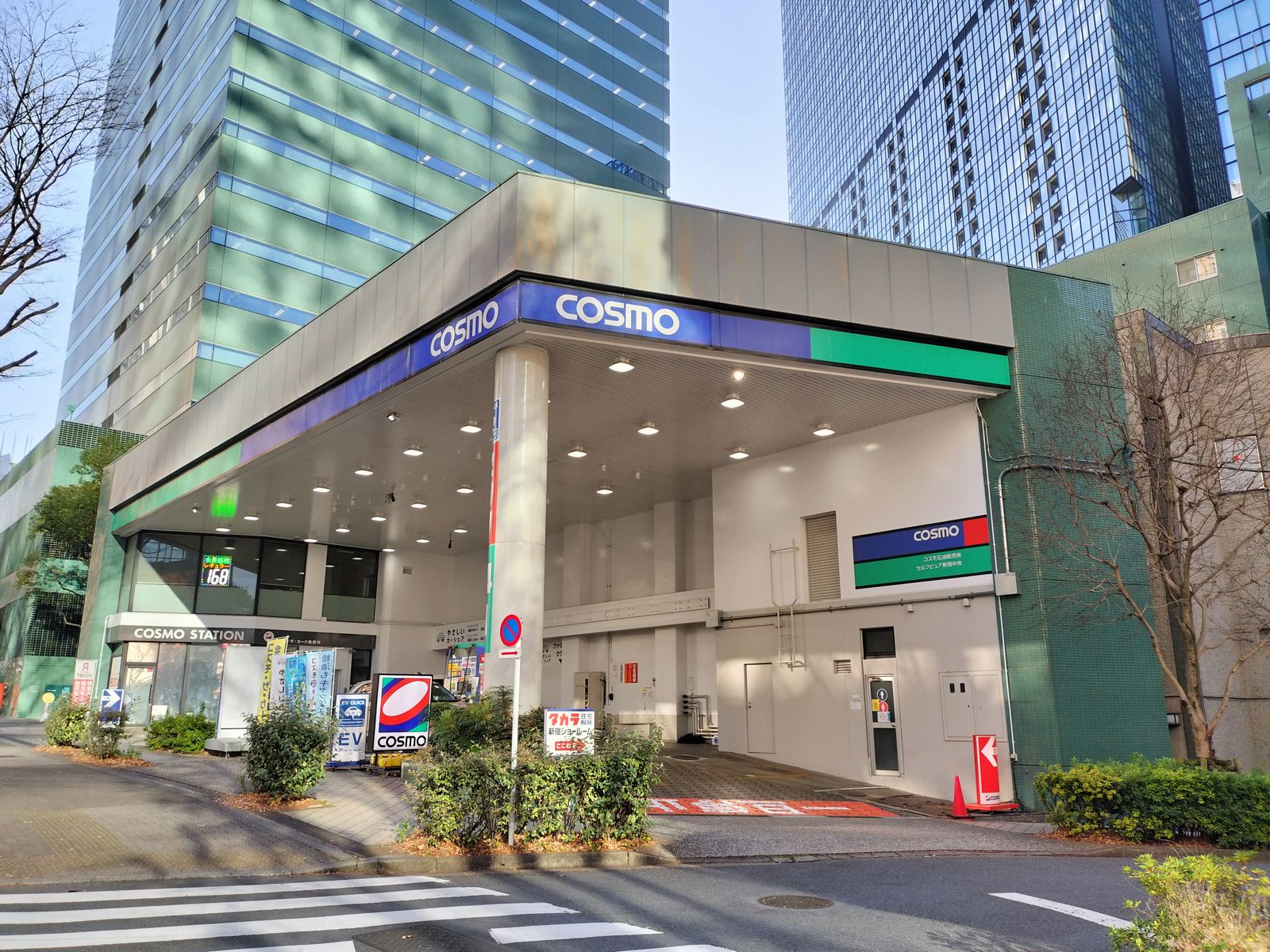
北側
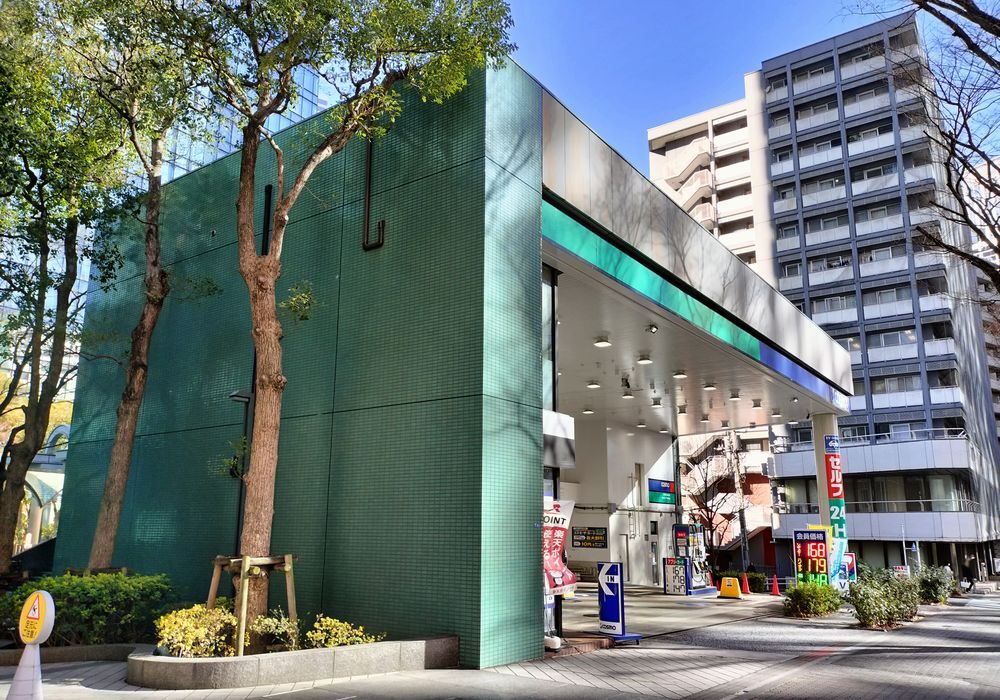
南側

### 新宿グリーンプラザ
4つの建物の間にある広場。公開空地。

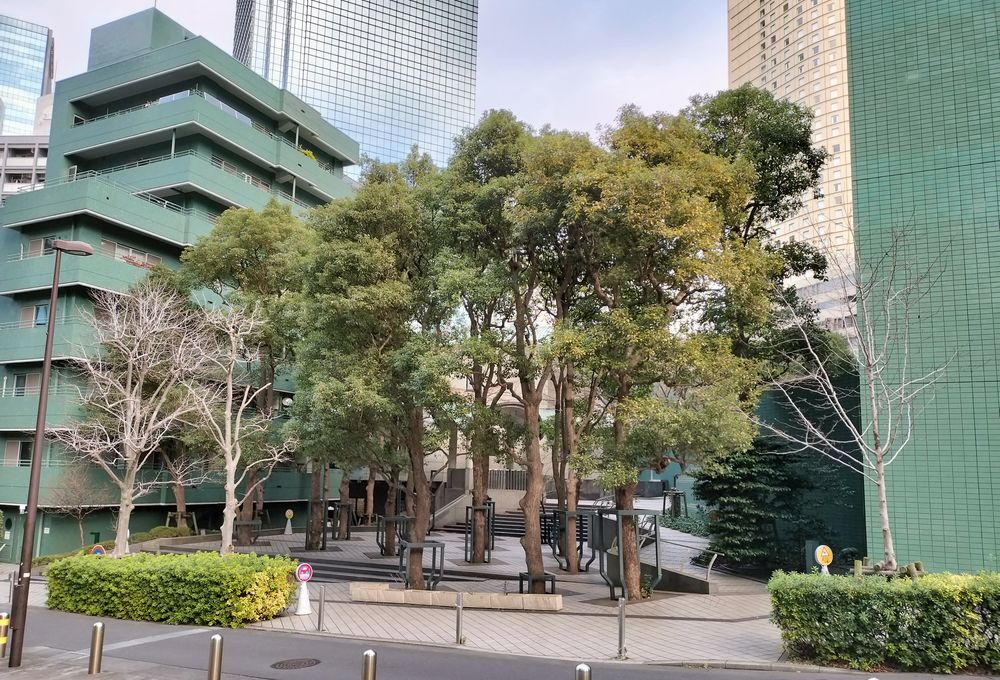
広場を西側から見る。
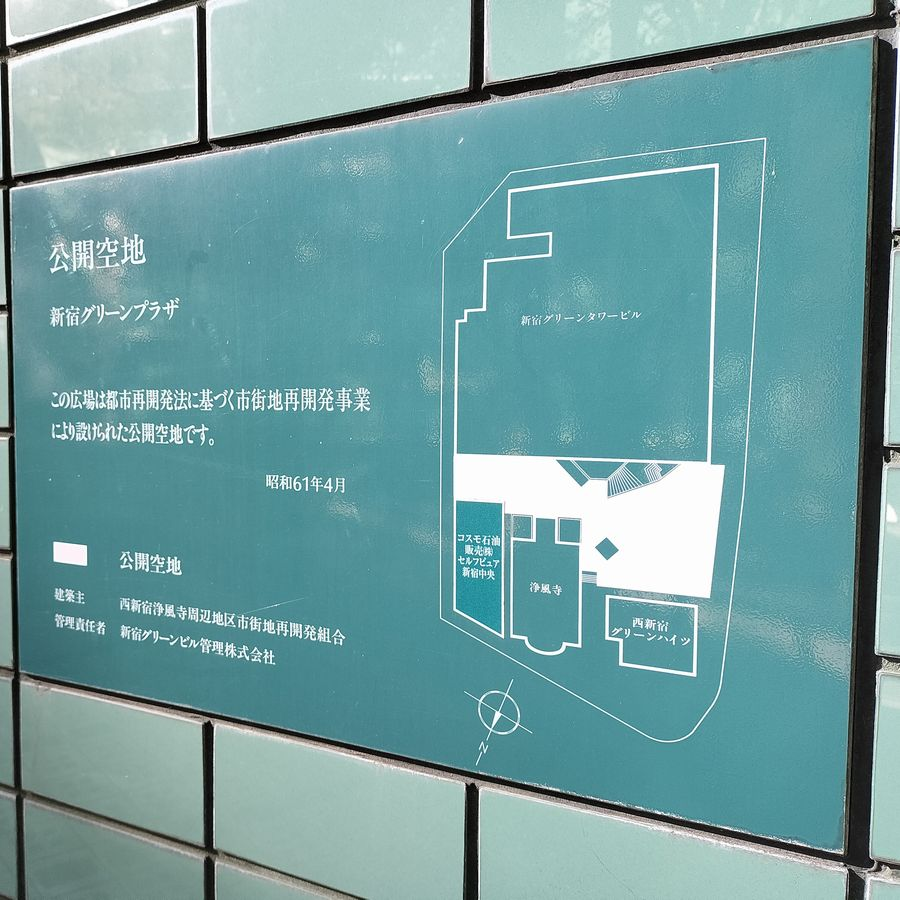
表示板

## アクセス方法
- 鉄道
  - 新宿駅より徒歩10分
  - 西新宿駅より徒歩5分
  - 都営大江戸線都庁前駅徒歩5分
- 路線バス
  - 新宿住友ビル停留所
  - 十二社池の下停留所